# Desa Jatibaru (administrativ by i Indonesien, Jawa Barat, lat -6,34, long 107,54)
Desa Jatibaru är en administrativ by i Indonesien.   Den ligger i provinsen Jawa Barat, i den västra delen av landet, 80 km öster om huvudstaden Jakarta.